# Torsdag

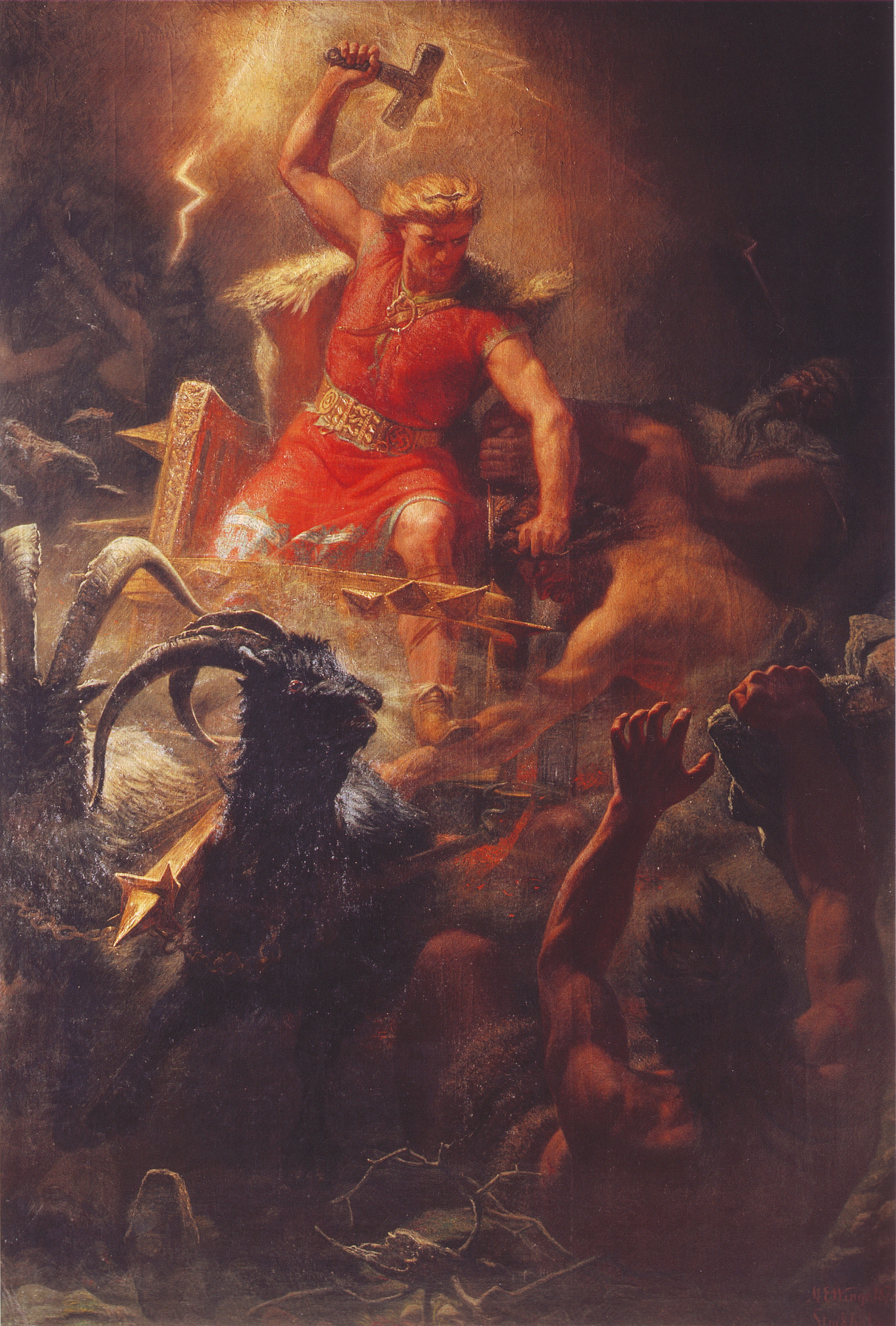
Asaguden Tor har namngivit torsdagen, här på en målning från 1872 av Mårten Eskil Winge

Torsdag är en veckodag som kommer efter onsdag och före fredag. Enligt äldre uppfattning veckans femte dag, men sedan internationell standard infördes 1973 räknas torsdagen som veckans fjärde dag.

## Torsdagen i mytologin
Torsdag är den veckodag som i Norden är uppkallad efter den fornnordiska åskguden Tor. På latin kallad dies Jovis, vilket betyder Jupiters dag. I Norden jämställde man Tor med de romerska gudarnas konung, Jupiter. Torsdagskvällen och den därpå följande natten var enligt folktro en vanlig tid för handlingar som hade med magi och trolldom att göra. Ville man lära sig att spela av näcken eller tillverka en bjära, så skulle det ske tre torsdagar i följd. Åtgärder mot sjukdomar skulle vidtas under torsdagsnatten.

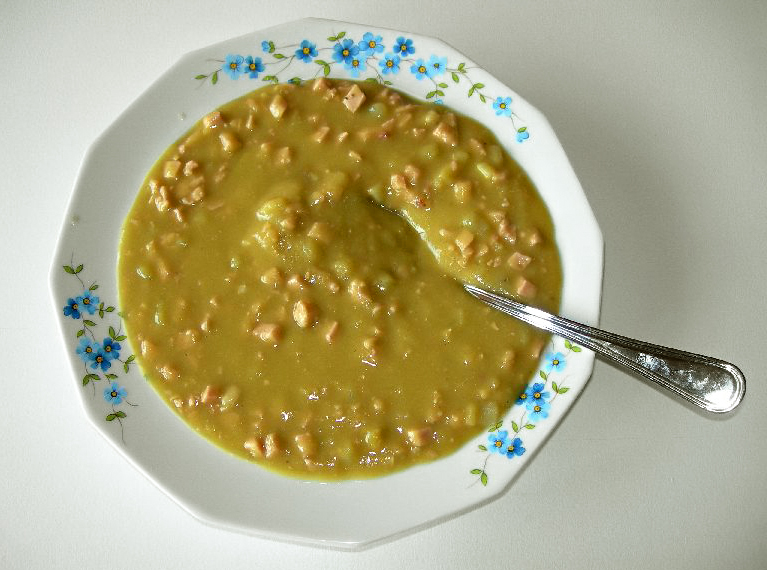
Ärtsoppa är en traditionell torsdagsrätt

## Torsdagen i kulturen
- Ärtsoppa äts traditionellt på torsdagar i Sverige och Finland.[2]
- Skärtorsdagen är den torsdag, tillika högtidsdag, som inleder påskhelgen, det vill säga dagen före långfredagen. Enligt kristendomen firade Jesus den judiska påskmåltiden tillsammans med sina lärjungar, även kallad Den sista måltiden vilket har lett till det inom kristendomen vanliga nattvardsfirandet. Enligt folktron är skärtorsdagen den dag då häxorna återvänder till Blåkulla.
- Svarta torsdagen kallades torsdagen den 24 oktober 1929, det var denna dag som inledde Wall Street-kraschen.
- I boken Liftarens guide till galaxen så förintas jorden på en torsdag i lunchtimmen.